# Fosfoniumion
I kemi er fosfonium en polyatomisk, positivt ladet ion med den kemiske formel PH4+. Den fremstilles ved protonering af fosfin. Den har en molekylvægt på 35,01 g/mol.